# Норденгам
Норденгам (нім. Nordenham) — місто в Німеччині, розташоване в землі Нижня Саксонія. Входить до складу району Везермарш.
Площа — 87,32 км2. Населення становить 25 959 ос. (станом на 31 грудня 2021).